# كهف براو
كهف براو أو كهف برو (باللغة الكردية): تعني كلمة براو (مليء بالماء)، وهي اسم لكهف يقع على ارتفاع 3050 مترًا من جبل براو، على مسافة 12 كيلومترًا شمال شرق مدينة كرمانشاه، وبين جبل طاق بستان وجبل بيستون، وفي جنوب منطقة تسمى ساحة براو.  ويقع هذا الكهف على بعد 300 متر أسفل قمة شيخ عليخان أو قمة براو. وكان هذا الكهف أكبر كهف رأسي في العالم عند اكتشافه منذ أكثر من 40 عامًا، وتحديدًا في عام 1971، ولهذا السبب أُطلق عليه اسم إيفرست كهوف العالم. ومن السمات الفريدة لكهف براو هي أن فوهته ترتفع 3000 متر فوق مستوى سطح البحر، وهو أعلى مستوى بين جميع الكهوف «الرأسية» في العالم.

## التسجيل الوطني
سجَّلت منظمة البيئة هذا الكهف، في عام 2009، بوصفه أحد الآثار الطبيعية الوطنية، ليحظى بالحماية الخاصة. وبالإضافة إلى ذلك، أدرجته منظمة التراث الثقافي، في 9 فبراير 2011، في قائمة التراث الطبيعي لإيران تحت رقم 98.

## الخصائص
يقع كهف براو على بعد حوالي 12 كيلومترًا شمال شرق كرمانشاه، بالقرب من قرية جالآبة، على ارتفاع 3050 مترًا من الساحة الجنوبية لقمة جبل براو، وهو أحد أعلى القمم في محافظة كرمانشاه (حيث يبلغ ارتفاعه 3357 مترًا فوق مستوى سطح البحر).
عمق كهف براو 751 متر وطوله 1.454 متر. بها 26 بئرا وأعمق بئر رقم 16 بعمق 42 مترا. عمق كهف براو 751 متر وطوله 1.454 متر. بها 26 بئرا وأعمق بئر رقم 16 بعمق 42 مترا. المياه المتدفقة في كهف براو هي نتيجة ذوبان الأنهار الجليدية تحت الأرض في كهف براف، والتي تكون شديدة البرودة بسبب هذه المشكلة والارتفاع العالي لهذا الكهف. لا توجد درجة حرارة أعلى من هذا في الكهف. الجسم والجدار الحجري داخل الكهف خشن للغاية ومسامي، مما يتسبب في تمزق ملابس الكهوف بسرعة أثناء المشي. يخترق الماء البارد الملابس الداخلية وسطح الجسم مما يزيد من صعوبة الملاحة.

## خلفية التنقل
تم اكتشاف هذا الكهف لأول مرة خلال الرحلة البحثية لمجموعة الكهوف الإنجليزية عام 1350 بقيادة جون ميدلتون ووصلت المجموعة إلى عمق 750 مترًا.
تم تنفيذ الرحلة الاستكشافية التالية في عام 1351 بقيادة ديفيد جودسون بدعم من الجمعية الجغرافية الملكية ومجموعة من علماء الكهوف في إنجلترا بهدف مزيد من التقدم، من أجل تحقيق الرقم القياسي العالمي. على الرغم من الجهود الكبيرة التي بذلتها المجموعة الإنجليزية المكونة من 16 شخصًا ، إلا أن هذا لم يكن ممكنًا وانتهى الأمر بكهف براف في بركة طينية بطول 50 مترًا على عمق 751 مترًا.
خلال السنوات التالية، بدأت مجموعات تسلق الجبال وكهوف إيران بزيارة الكهف، والتي غالبًا ما تؤدي إلى البركة في نهاية الكهف أو في بعض الأحيان إلى اكتشاف طرق جديدة.
في عام 2002، أصبحت ليلى اسفندياري، متسلقة الكهف ومتسلقة جبال الهيمالايا وعضو في نادي دماوند لتسلق الجبال والتزلج، أول امرأة إيرانية تبحر بنجاح في كهف باروف، أعمق كهف في إيران في محافظة كرمانشاه.